# فرودگاه ول-د ار
فرودگاه ول-د ار  (به انگلیسی: Val-d'Or Airport) یک فرودگاه همگانی با کد یاتا YVO است که یک باند فرود آسفالت دارد و طول باند آن ۳۰۴۸ متر است. این فرودگاه در کشور کانادا قرار دارد و در ارتفاع ۳۳۷ متری از سطح دریا واقع شده است.

## شرکت‌های هواپیمایی و مقصدهای پروازی
| شرکت‌های هواپیمایی  | مقصدهای پروازی                                                                   |
| ------------------ | -------------------------------------------------------------------------------- |
| Air Canada Express | مونترآل-پییر الیوت ترودو                                                         |
| Air Creebec        | چیساسیبی، ایستمین ریور، کویواراپیک، مونترآل-پییر الیوت ترودو، واسکاگانیش، ومینجی |
| ایر اینویت         | چارتر: کاتینیک دونالدوسن (Canadian Royalties)                                    |
| Nolinor Aviation   | چارتر: پایگاه هوایی میدوبانک، رانکین اینلت (اگنیکو ایگل)                         |
| Pascan Aviation    | مونترآل/سن-اوبر، روین‌نرندا                                                       |
| سان‌وینگ ایرلاینز   | فصلی: خاردینز دل ری                                                              |